# Cocottea verecunda
Cocottea verecunda är en insektsart som beskrevs av Williams 1977. Cocottea verecunda ingår i släktet Cocottea och familjen vedstritar.
Artens utbredningsområde är Mauritius. Inga underarter finns listade i Catalogue of Life.